# Sumberkledung
Sumberkledung is een bestuurslaag in het regentschap Probolinggo van de provincie Oost-Java, Indonesië. Sumberkledung telt 2445 inwoners (volkstelling 2010).